# 雅尔达之夜
雅尔达之夜（冬至夜，波斯文：‎）是在一年中最长的黑夜，即北半球冬至这一天庆祝的伊朗节日。 在公历十二月二十日或二十一日，伊朗曆九月的最后一天与十月的第一天之间的夜晚。
在雅尔达之夜，亲朋好友欢聚一堂，诵读诗歌（尤其是哈菲兹的诗歌），直到午夜。人们吃水果和坚果，石榴和西瓜有特别的意义，这两种水果中的红色象征着破晓的红色与生命之光。哈菲兹则是伊朗家喻户晓的诗人，在各种场合下，比如雅尔达之夜与纳吾肉孜节（伊朗新年），都会诵读或背诵他的诗。

## Gallery

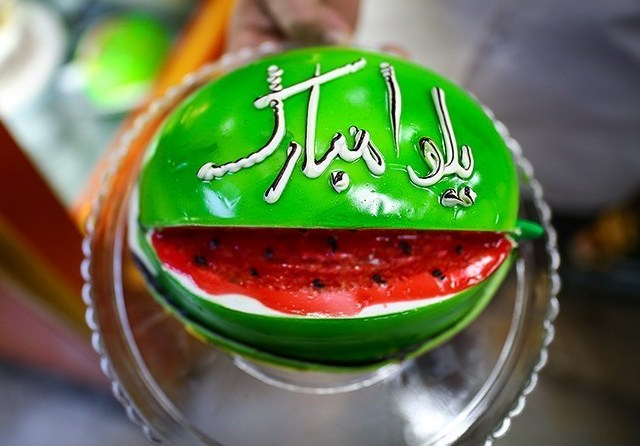
Yaldā Night shopping in Gorgan
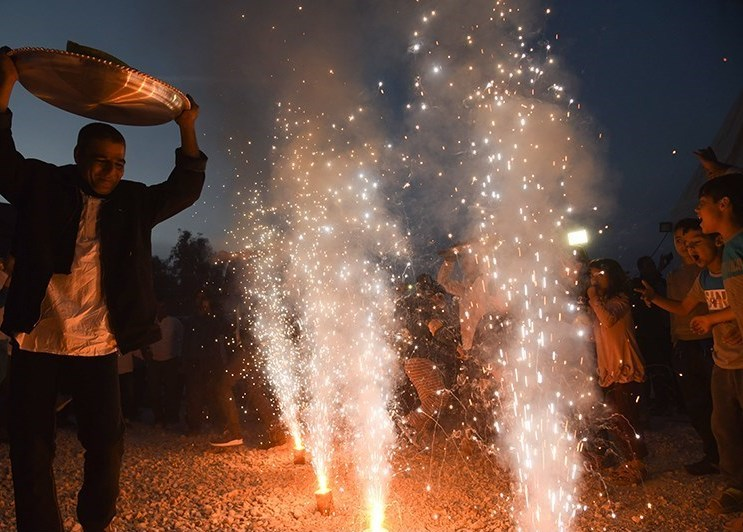
2017 Yaldā Night at Sarpol-e Zahab
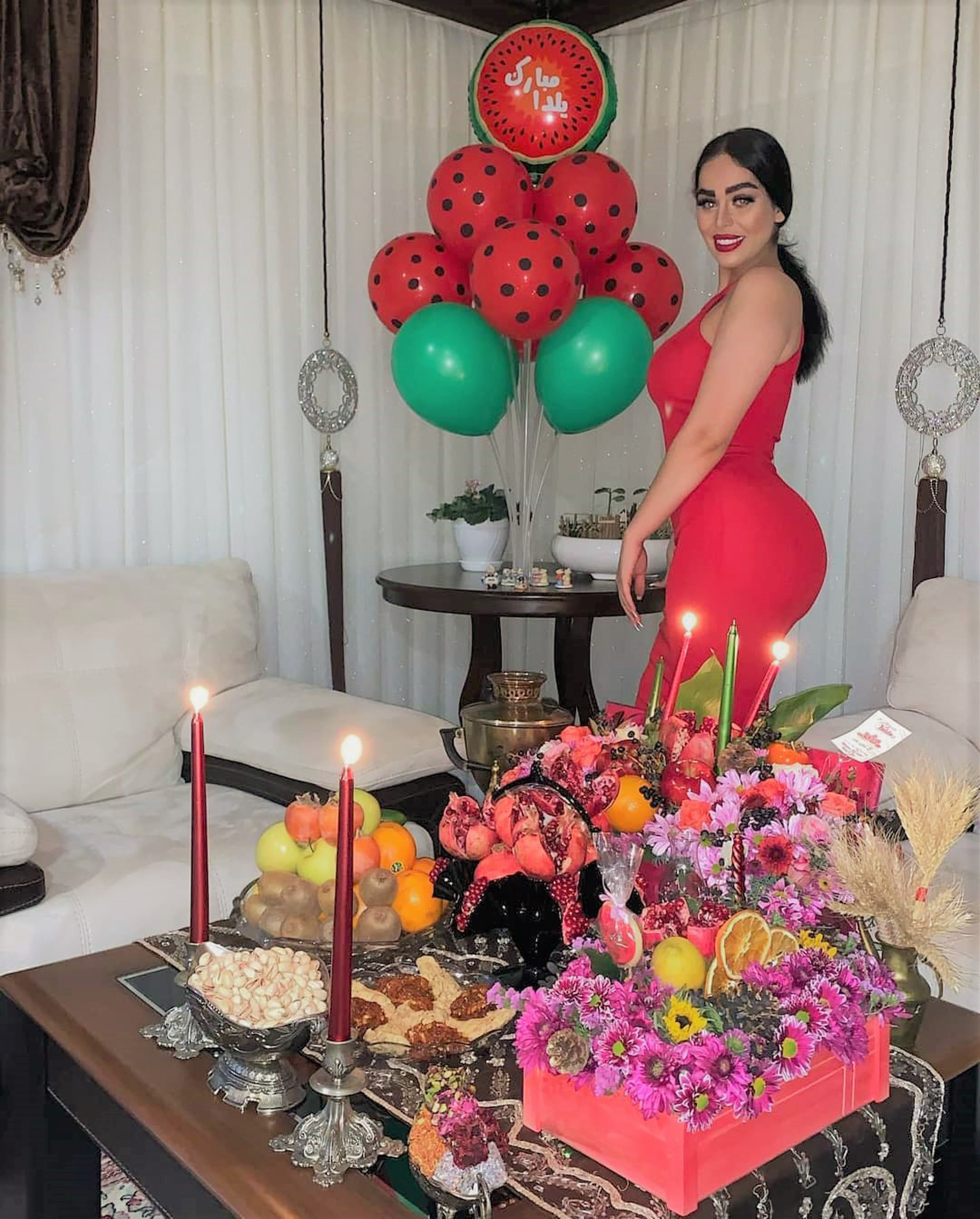
2019 Yaldā Night in Iran
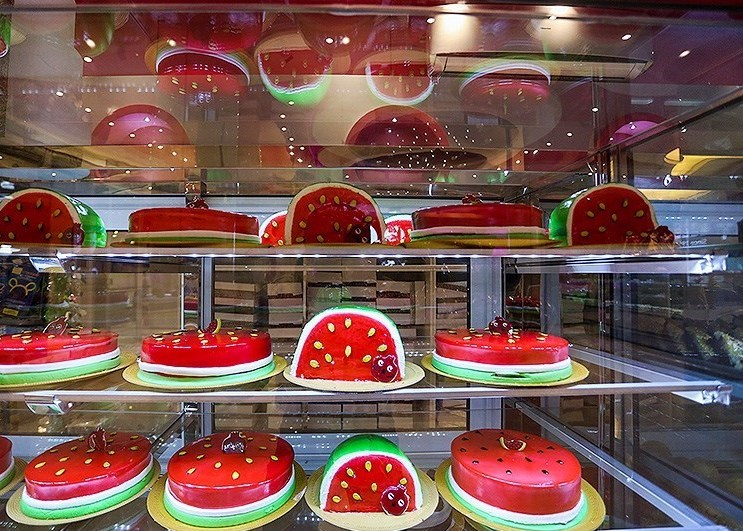
Yaldā Night cakes in Isfahan
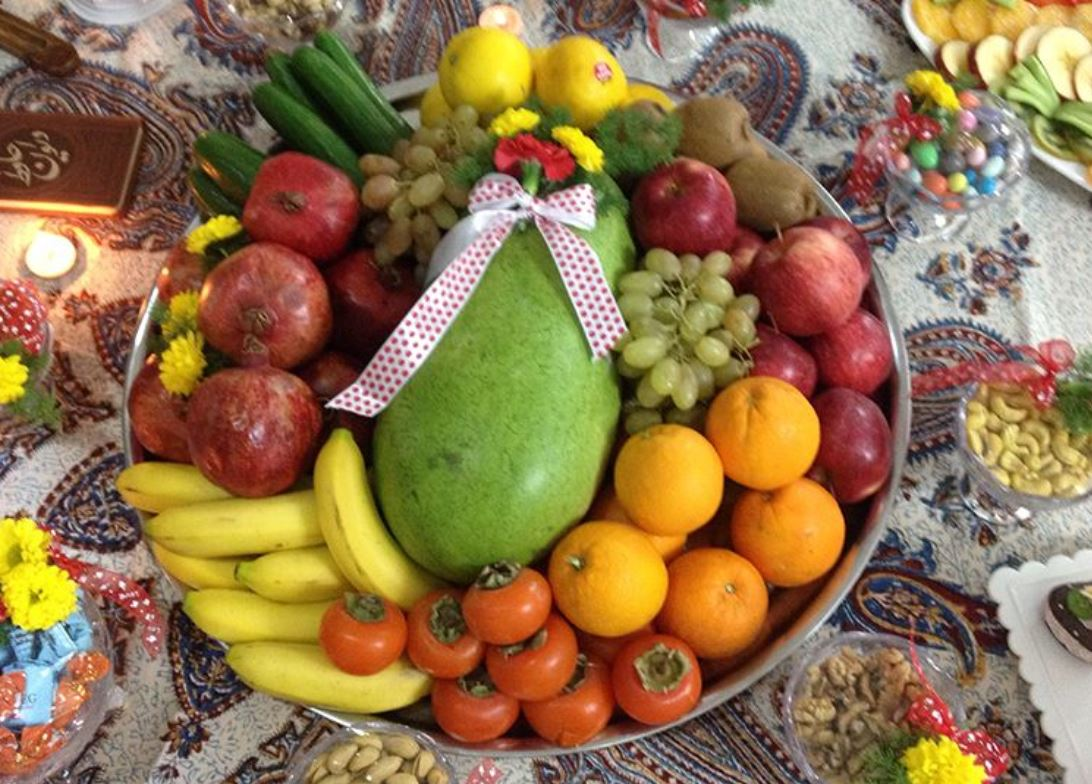
Fruits and Divan of Hafez in Yaldā Night
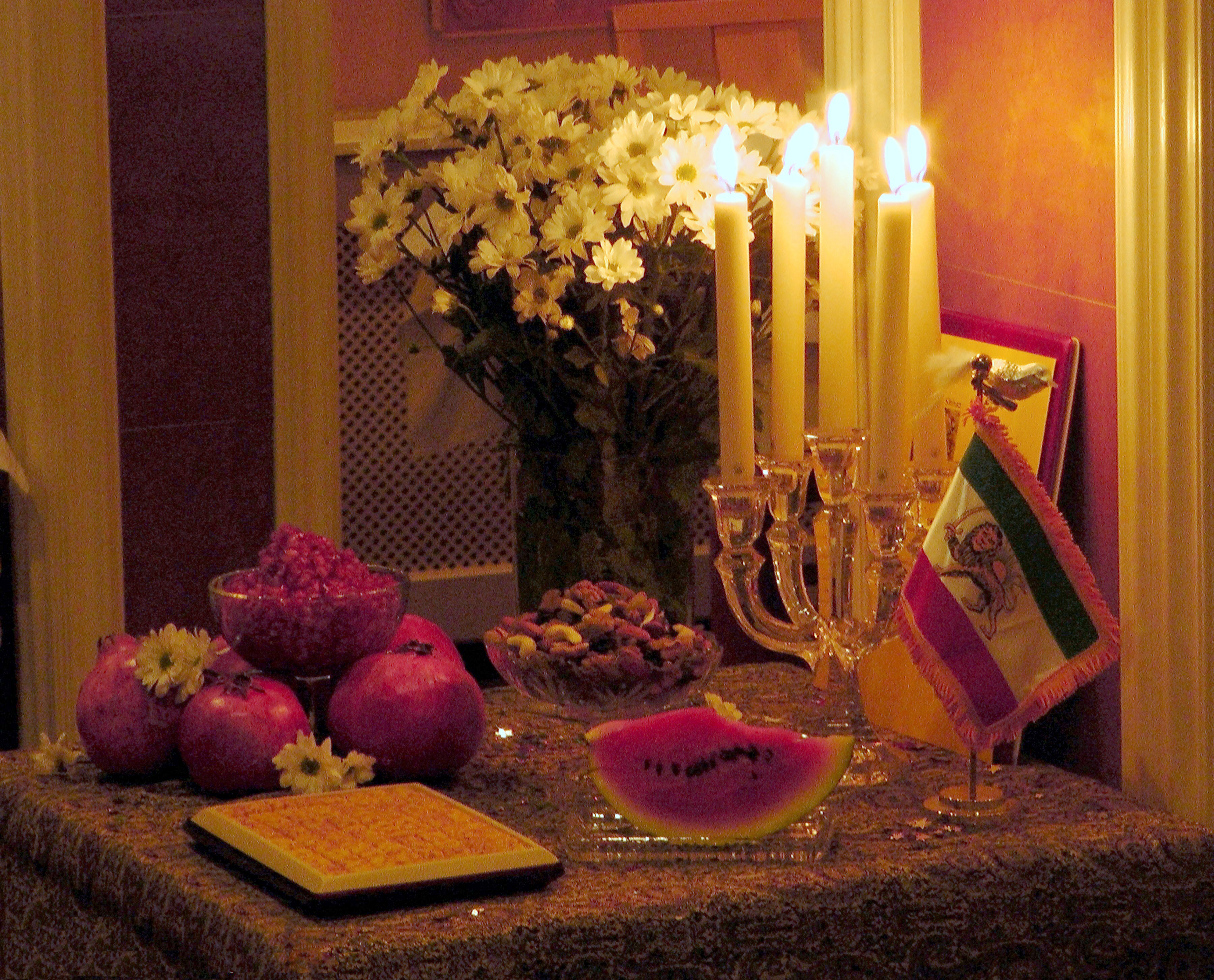
Special ceremony in yalda night zibad
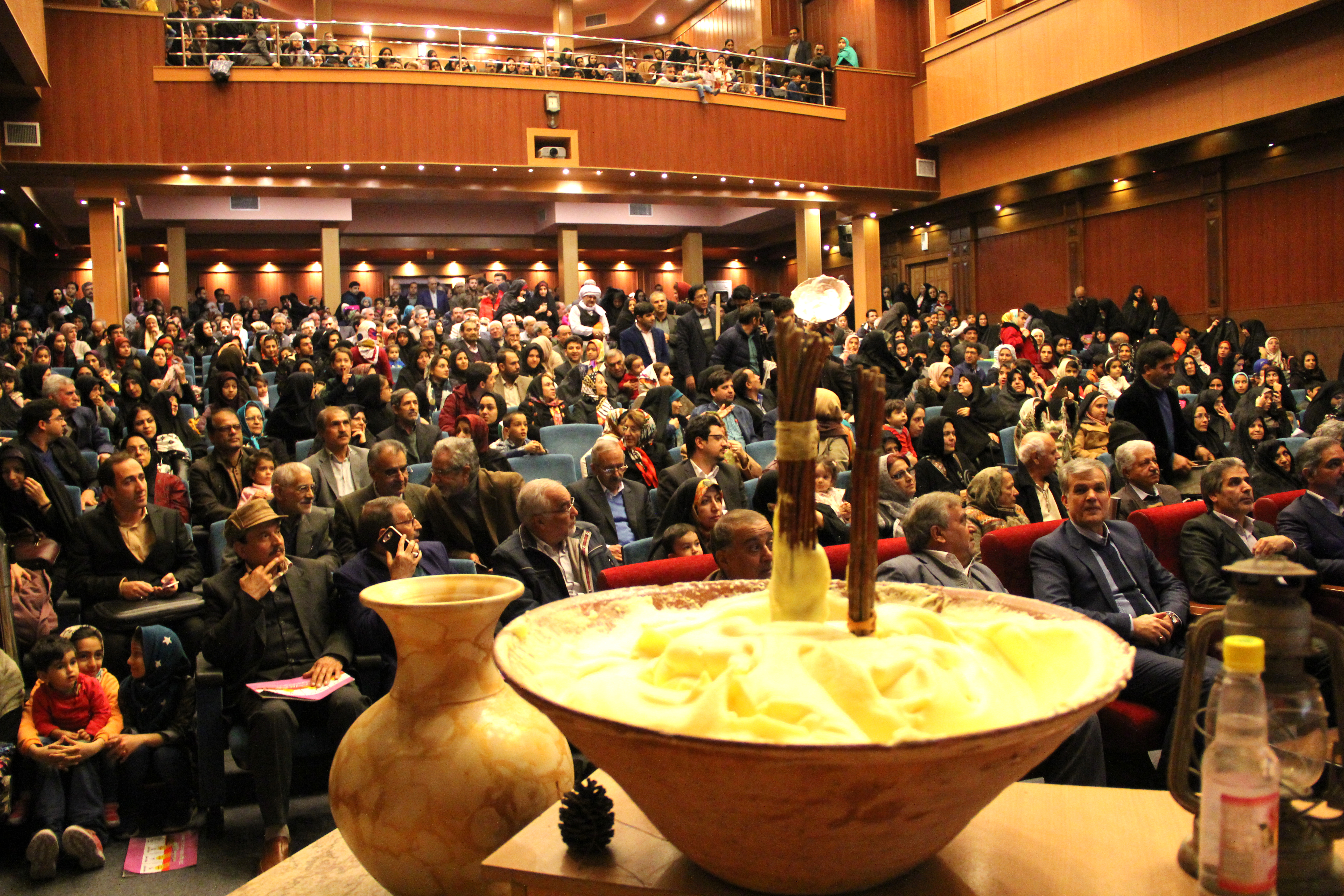
yalda sweets Kafbeekh 2014
yalda sweets Kafbeekh.2014